# Хертек, Артур Ойняр-оолович
Хертек, Артур Ойняр-оолович (род. 10 января 1963) — поэт, журналист, переводчик, член союза журналистов России, союза писателей Тувы, заслуженный работник Республики Тыва

## Биография
Артур Ойняр-оолович Хертек родился 10 января 1963 года в селе Тээли Бай-Тайгинского района Тувинской АССР. Окончил среднюю школу № 2 города Кызыла, филологический факультет Кызылского государственного педагогического института. Работал корреспондентом отдела информации и спорта газеты «Тыванын аныяктары», главным редактором Государственного автономного учреждения Республики Тыва "Редакция газеты «Шын», газет «Тыванын аныяктары», «Улаачы», в пресс-службе аппарата правительства Тувы, был пресс-секретарём президента Республики Тыва, директором государственного автономного учреждения Республики Тыва «Тувинское книжное издательство имени Ю. Ш. Кюнзегеша»

## Творчество
Первые его три рассказа напечатаны в сборнике «Озумнер» («Ростки»). Автор сборника стихов «Песни уныния». Его произведения печатались в республиканских газетах, сборнике молодых авторов «Дамырак». Перевёл на тувинский язык произведения Федра, Франческо Петрарки, М. Горького, Джеймса Тёрбера, Эдуарда Русакова, Анатолия Шкоркина и других. Член жюри республиканского конкурса журналистских работ «Агальматолитовое перо — 2016». Член Союза журналистов России, Союза писателей Тувы. Заслуженный работник Республики Тыва.

### Основные публикации
Хертек, А. О. Сарынналдың ырлары / А. Хертек : шүлүк номнарының дептери. — Кызыл : ТывНҮЧ, 1990. — 111 ар.
Лудуп, Р. Д. Ийи чагаа / Р. Лудуп. Мижит, Э. Б. Кезерниң балдызы / Э. Мижит. Куулар, Б. Ыглаган хат / Б. Куулар. Хертек, А. О. Сарынналдың ырлары / А. Хертек : шүлүк номнарының дептери. — Кызыл : ТывНҮЧ, 1990.